# Francesco Garzes
Francesco Garzes (Troina, luglio 1848 – Mestre, 13 aprile 1895) è stato un attore teatrale e commediografo italiano.

## Biografia
Nato in una famiglia di attori, figlio primogenito di Luigi e Giuseppina Almirante e fratello maggiore di Arturo, esordì nella compagnia paterna come primo attor giovane. Successivamente passò alle compagnie di Ferruccio Benini e di Cesare Vitaliani, prima di entrare, nel 1873, nella compagnia di Luigi Bellotti Bon, con cui instaurò uno stretto legame personale e con cui diventò attore brillante.
Dopo alcuni anni di pausa dall'attività artistica, anni in cui Garzes svolse ruolo di corrispondente a Berlino per alcune pubblicazioni italiane, riprese l'attività teatrale con Alamanno Morelli. In seguito formò una fortunata compagnia con Francesco Pasta ed Enrico Reinach, ma dopo due anni per problemi di salute dovette lasciare il posto al fratello Arturo. In questi anni scrisse anche un buon numero di commedie, alcune delle quali di notevole successo.
Nell'ultima fase della sua vita si dedicò all'impresa di formare una propria compagnia, ricca di grandi nomi tra cui Virginia Marini, Teresa Mariani, Enrico Reinach, Enrico Belli-Blanes ed Ettore Paladini e con scenografie avveneristiche, ma a causa delle spese eccessive cadde ben presto in rovina, e si uccise con un colpo di rivoltella al cuore.